# Jorge Montoya Manrique
Jorge Carlos Montoya Manrique (Lima, 4 de abril de 1951) es un político y almirante retirado peruano. Es congresista de la república para el periodo 2021-2026. Fue jefe del Comando Conjunto de las Fuerzas Armadas de 2007 a 2008.

## Biografía
Nació en la ciudad de Lima, el 4 de abril de 1951. 
Realizó sus estudios escolares en el Colegio Champagnat de la ciudad de Lima.
Ingresó a la Escuela Naval del Perú, donde obtuvo el grado de bachiller en Ciencias Marítimas Navales y una maestría en Estrategia Marítima.
Además, siguió el Curso Superior de Defensa Continental en el Colegio Interamericano de Defensa en Washington D. C.

## Carrera naval
Ingresó en 1967 a la Marina de Guerra del Perú, donde se retiró en 2007 como vicealmirante. 
Durante su carrera naval, fue director general de Material de la Marina, director de Armas Navales, comandante de la I Zona Naval (Piura), comandante de la Escuadra.
De 2005 a 2006, fue comandante general de Operaciones del Pacífico de la Marina de Guerra.
Durante el segundo gobierno aprista, en 2007, fue jefe del Comando Conjunto de las Fuerzas Armadas. Como tal, ostentó el grado de almirante de la Armada peruana.

## Carrera política

### Congresista de la República
En 2020 se confirmó su participación, en las elecciones generales del 2021, como segundo vicepresidente por Renovación Popular. Junto con Rafael López-Aliaga como candidato presidencial y Neldy Mendoza como primera vicepresidenta.
En esas elecciones fue elegido congresista de la república, con 138 238 votos, para el periodo parlamentario 2021-2026.
Mostró apoyo contra «partidos comunistas», al recurrir el calificativo de «izquierda caviar», y sus discursos sobre temas congresales tuvieron controversias por su personalidad soberana altísima y clasista. Uno de ellos fue la frase «bajar de los cerros para saquear la ciudad» en atribución a la Inteligencia de la Policía frente a las protestas de marzo-abril de 2022. Otro correspondió a las declaraciones sobre el bufet, en que surgieron protestas contra él e incluso el rechazo de la Red de Ollas Comunes de Lima, mientras el programa JB en ATV realizó una parodia al respecto.
Es detractor de la Comisión Interamericana de Derechos Humanos, donde señaló al organismo ser de «extrema izquierda» sin pruebas. Montoya elaboró un proyecto de ley para retirar al Perú de la Convención Americana sobre Derechos Humanos en 2023 por su «sesgo ideológico». También fue de los primeros en defender en el Congreso el estado de sitio, permitiendo el despliegue del ejército contra los manifestantes. Según la académica Carla Granados Moya: «Su influencia es evidente en la retórica que convierte a los manifestantes en terroristas y a cualquier oponente político en un enemigo desde dentro».
Motoya también es defensor del excarcelado expresidente Alberto Fujimori, donde defendió el cuestionado indulto humanitario concedido por el Estado Peruano.

## Controversias

### Vínculos con Montesinos
Jorge Montoya es cuestionado por su participación en el acta de sujeción elaborado por Vladimiro Montesinos (no es comprobable que sea un acta de sujeccion), exasesor del expresidente Alberto Fujimori condenado por diversos delitos de corrupción. En un “vladivideo” filmado el 13 de marzo de 1999, se observa una ceremonia organizada por Montesinos con todos los altos miembros de las Fuerzas Armadas y de la Marina de Guerra, donde posteriormente se observa a Montoya firmando dicha acta que buscaba blindar el golpe de Estado realizado el 5 de abril de 1992 y los delitos de régimen fujimorista por violaciones de los derechos humanos.

## Reconocimientos
- Orden Militar de Ayacucho en el grado de gran cruz (2007), Ministerio de Defensa